# عائشة (أغنية)
عائشة أو عايشة حسب النطق الجزائري. هي أغنية مشهورة لمغني الراي الجزائري الشاب خالد. كتبت بمزيج لغوي عربي-فرنسي. كتب كلماتها العربية الشاب خالد والفرنسية الملحن وكاتب الأغاني جان جاك غولدمان.
ظلت الأغنية تعتلي مراكز تقييم الأغاني العليا في كثير من البلدان العربية والغربية، كما حققت مبيعات جعلت من الشاب خالد يحقق موقعا في الأغنية العالمية.
يدور موضوع الأغنية حول رجل يأسى على حبه لفتاة اسمها عائشة التي لا تشعر به، على الرغم من أنه يقدم لها كل شيء، ومستعد للتضحية من أجل ذلك الحب حتى بحياته. دون ان تعيره أي اهتمام، وفي نهاية الأغنية تجيبه عائشة أنه عليه أن يحتفظ بكنوزه وهداياه لأنها تستحق أكثر من هذا، فهي ترغب في الاحترام والتقدير والحب الخالص الذي يعد بالنسبة لها ما يمثل الحب الحقيقي